# عائشة الرشيد
عائشة سالم فهد إرشيد القروي (1953 -) أديبة وكاتبة قصة، وكاتبة كويتية سابقة في جريدة الوطن الكويتية.

## بداياته
ولدت عايشة الرشيد في الكويت وتحديدا في قرية الفنطاس في عام 1953 ، وأكملت مراحلها الدراسية في مدارس الكويت حتي بلغت التعليم الثانوي في ثانوية الجزائر للبنات، وبعد تخرجها التحقت بالجامعة وحصلت علي ليسانس آداب لغة عربية – جامعة عين شمس - مصر َ، وبعد التخرج التحقت في مهنة التدريس فترة لمادة اللغة العربية – المرحلة المتوسطة فى وزارة التربية، وإنتقلت بعدها للعمل في العلاقات العامة والاعلام في هيئة شؤون الزراعة والثروة السمكية، وشؤون المحافظات مجلس الوزراء، كما عملت في المكتب الاعلامى في القاهرة لمدة ستة شهور عام 1991.

## حياتها التعليمية والصحافية
حصلت علي دبلـوم صحافة وإعلام من جامعة بيروت قسم الإعلام، كما حصلت علي دبلـوم صحافة وإعلام من القاهرة، وأيضا دراسات في إدارة الأزمات إعلاميا من جامعة كولومبيا في الولايات المتحدة الأمريكية، كما انها حصلت علي دراسات خاصة في العمل السياسى ونظام الكوتا، وحقوق المرأة في الإسلام من جامعة الأزهر - مركز جيمي كارتر واشنطن، وإنتقلت بعدها الي العمل الصحفي في جريدة القبس من عام (1983 – 1989)، ثم إنتقلت الي جريدة الوطن من عام 1989 إلى 2006، وصحفية في مجلات (النهضة – مرآة الأمة – اليقظة – الرأى العام – الطليعة).

## نشاطها السياسي
```
بدأت نشاطـها السياسي عام 
2005
 بعد إقرار 
الحقوق السياسية للمرأة في الكويت
 وقامت بترشيح نفسها لعضوية 
مجلس الأمة الكويتي
 وهي أول من رشحت نفسها من النساء ولم يحالفها النجاح حيث ترشحت عن 
الدائرة الثالثة كيفان
 عام 2006 وحلت بالمركز السادس ب325 صوت وخسرت، كما ترشحت في نفس الدائرة عام 2009 وحصلت علي 867 صوت وحلت بالمركز 24 وخسرت.
[
2
]
```

## ملاحقات قضائية
- في فبراير من عام 2015 قضت محكمة الجنح الكويتية بحبسها لمدة شهر مع الشغل عن تهمة الطعن بشخص رئيس مجلس الأمة الكويتي مرزوق الغانم خلال مشاركتها في إحدى الندوات.[3]
- في منتصف عام 2015 قضت محكمة الجنايات الكويتية بحبسها ثلاث سنوات مع الشغل وأمرت بوقف تنفيذ العقوبة بكفالة مالية قدرها ألف دينار بعد إدانتهما بتهمة إشاعة الأخبار الكاذبة.[4]
- في بداية عام 2019 قامت النيابة العامة الكويتية بإصدار مذكرة حجز وتحفظ عليها بعد شكوي من الديوان الأميري الكويتي وتم ايداعها بالسجن المركزي، وتم اخلاء سبيلها لاحقا.[5]

## المناصب
- عضو في مجلس أمناء شبكة المرأة من 2005 إلى 2007.
- عضو في غرفة تجارة وصناعة الكويت.
- عضو في منظومة العمل الكويتى ” معك ”.
- عضو في اللجنة الوطنية للأمن الأسرى.
- رئيسة مجلس إدارة مؤسسة نحو اداء برلمانى متميز.
- رئيسة مركز شروق لتنظيم المعارض والمؤتمرات.
- رئيسة مؤسسة نهر الفنون للدعاية والإعلان والاستشارات الإعلامية.
- رئيسة مركز شروق للمناسبات.

## الجوائز
- حاصلة على جائزة القصة القصيرة من المجلس الوطني للثقافة والفنون والآداب عام 1979 عن قصة السعادة المفقودة والتى كانت ضمن المجموعة الأولى.